# Здание Рэйберна
Здание Рэйберна (Рэйберн-Хаус) — офисное здание Палаты представителей Конгресса США в районе Капитолийского холма в Вашингтоне, округ Колумбия, между Южной Капитолийской улицей и Первой улицей.
Здание названо в честь бывшего спикера Палаты представителей Сэма Рейберна. Оно было построено в 1965 году и на площади 220 644 м² является крупнейшим офисным зданием Конгресса и самым новым офисным зданием Палаты (единственное более новое офисное здание Конгресса — офисное здание Сената им. Харта, построенное в 1982 году).

## История
Здание Рэйберна было завершено в начале 1965 года и является домом для офисов 169 представителей.
Ранее усилия по предоставлению места для Палаты представителей включали строительство офисного здания Кэннона и офисного здания Лонгуорта. В марте 1955 года спикер Палаты представителей Сэм Рейберн внёс предложение постройки третьего офисного здания Палаты, хотя ни одно место не было определено, архитектурное исследование и планы не были подготовлены.
Была выбрана территория к западу от здания Лонгуорта на площадях 635 и 636 с главным входом на проспект Независимости и гаражом и пешеходными входами на Саут-Кэпитол-стрит, С-стрит и Первой Юго-западной улице. Краеугольный камень был заложен в мае 1962 года, а закончилась стройка в феврале 1965 года.

## Архитектура

Общий вид здания (1992)

Архитектор Капитолия Дж. Джордж Стюарт с одобрения Комиссии по строительству офисных зданий выбрал фирму Harbeson, Hough, Livingston &amp; Larson из Филадельфии для проектирования упрощённого классического здания в архитектурной гармонии с другими строениями Капитолийского холма. Тем не менее, в то время как дизайн интерьера других офисных зданий дома сохраняет декор, который можно было бы ожидать от офисных зданий Палаты (с панелями из вишнёвого дерева, латунными перилами и мраморными полами), здание Рэйберна имеет стиль дизайна, аналогичный стилю 1960-х годов, с хромированными толкателями, часами и лифтами, а также люминесцентными светильниками космической эры.

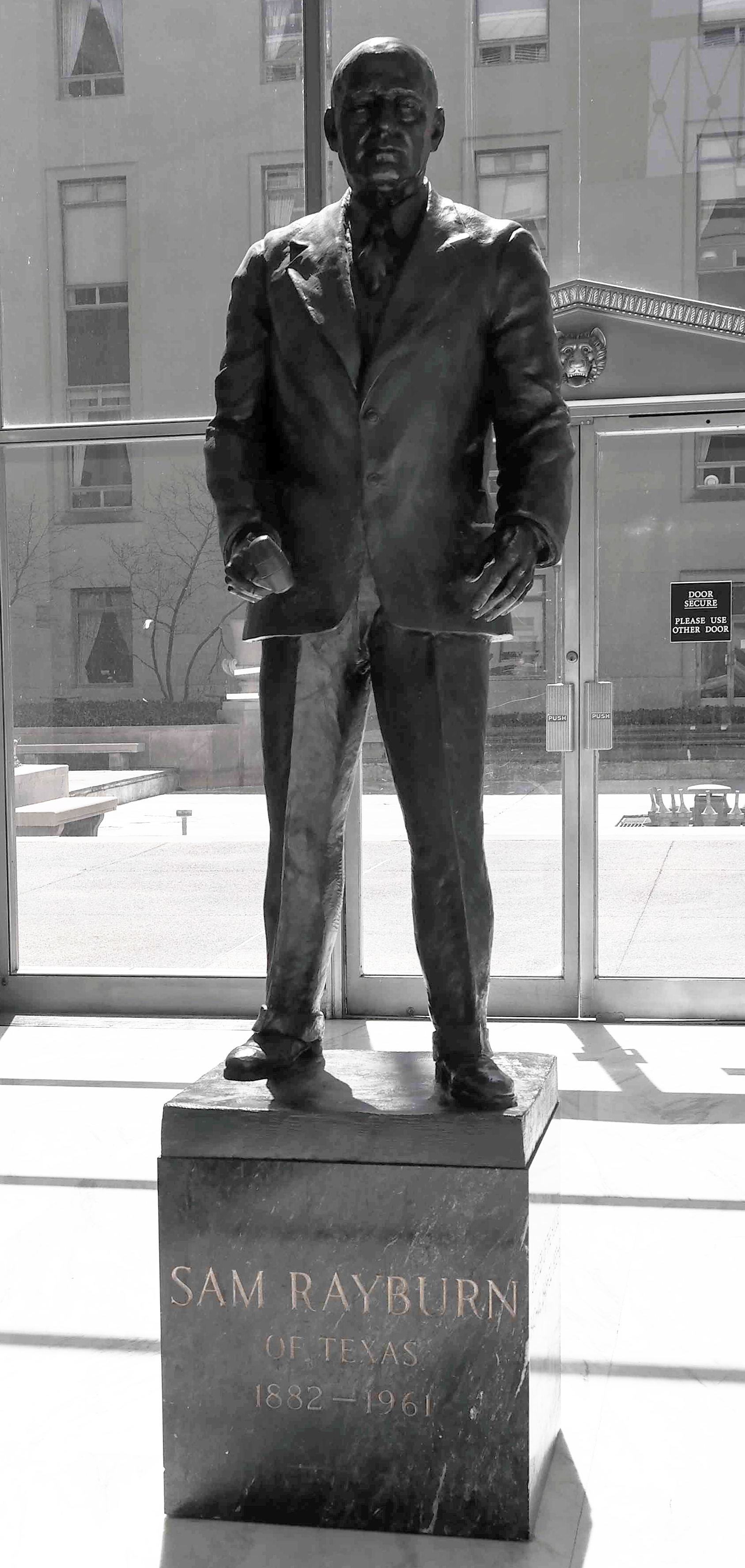
Статуя Рейберна возле двора на первом этаже

Система метро Капитолия, подземная транспортная система, соединяет здание с Капитолием. Пешеходные туннели также соединяют здание Рэйберна с Капитолием и офисным зданием Лонгуорта. Эта система позволяет соединить здание Рэйберна с большинством офисных зданий Конгресса на Капитолийском холме через туннель (офисное здание Форда является отдельно стоящим и не соединяется туннелями с другими строениями).
На строительство офисного здания Рэйберна законопроектом Конгресса выделено 2 млн долларов плюс «такие дополнительные суммы, которые могут потребоваться». Такие дополнительные суммы в итоге превысили 99 млн долларов. Лидеры Конгресса включили спортзал в план здания, но во время строительства этот факт не был публично известен. Тренажёрный зал находится ниже цокольного этажа, на уровне подземного гаража, и, согласно газете The Hill, посвященной Капитолийскому холму, «имеет десятки кардиотренажёров, оборудованных экранами телевизоров, множество тренажёров Cybex для тяжёлой атлетики и свободный вес». Также в подвале третьего этажа находится тир, которым управляет полиция Капитолия США, и баскетбольная площадка.